# 布萊德·邁達克斯
布萊德·邁達克斯（英語：Brad Maddox，1984年5月4日—），本名泰勒·克魯茲（英語：Tyler Kluttz），是世界摔角娛樂（WWE）旗下職業摔角選手及裁判，並在世界摔角娛樂節目WWE Raw中亮相。
在布萊德·邁達克斯的摔角事業中，布萊德曾是一次的WWE Raw總經理及一次的WWE Raw總經理特助（總經理為薇琪·葛雷洛）。